# Vĩnh Long, Vĩnh Linh
Vĩnh Long là một xã thuộc huỵện Vĩnh Linh, tỉnh Quảng Trị, Việt Nam.

## Vị trí
- phía Bắc giáp xã Vĩnh Chấp
- phía Tây giáp xã Vĩnh Hà, thị trấn Bến Quan
- phía Nam giáp xã Vĩnh Thủy, Vĩnh Lâm Ngăn cách bởi sông Sa Lung (một nhánh của sông Bến Hải).
- phía Đông giáp thị trấn Hồ Xá

## Hành chính
Xã Vĩnh Long được chia thành 11 thôn: Gia Lâm, Hòa Nam, Nhà Tài, Phúc Lâm, Quảng Xá, Sa Bắc, Sa Nam, Tân Lập, Thượng Hòa, Trung Lập, Xóm Mội.